# NGC 3160
NGC 3160 est une vaste galaxie spirale située dans la constellation du Petit Lion. NGC 3160 a été découverte l'astronome irlandais R. J. Mitchell  en 1854.

## Caractéristiques
Sa vitesse par rapport au fond diffus cosmologique est de 7 110 ± 18 km/s, ce qui correspond à une distance de Hubble de 104,9 ± 4,4 Mpc (∼342 millions d'al).
Selon la base de données Simbad, NGC 3160 est une galaxie active de type Seyfert 2.

## Supernova
La supernova SN 1997C a été découverte dans NGC 3160 le 13 janvier 1997 par W. Li, Q. Qiao, Y. Qiu, D. Lu, et J. Hu de l'observatoire astronomique de Pékin (BAO). Cette supernova était de type Ic.

## Groupe de NGC 3158
La galaxie NGC 3160 forme une paire de galaxie avec la galaxie NGC 3158. Cette paire fait partie du groupe de NGC 3158. Les autres galaxies de ce groupe sont NGC 3151, NGC 3152, NGC 3159, NGC 3161 et NGC 3163.

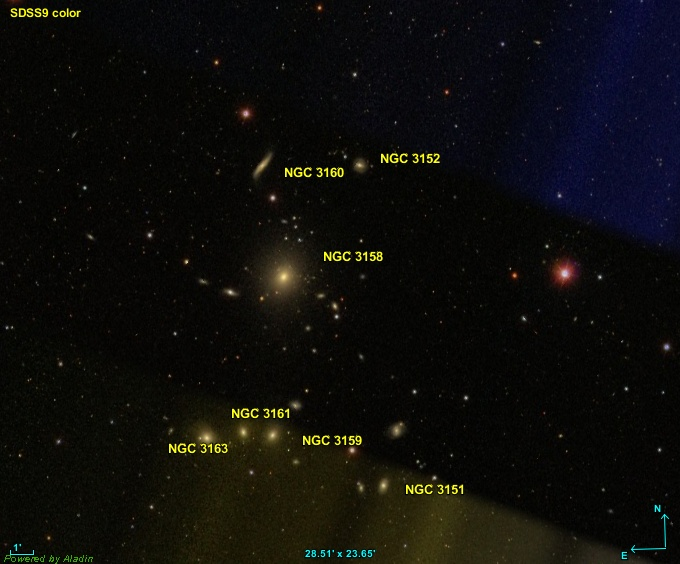
Le groupe de NGC 3158.